# Aeroportul Pangkor
Aeroportul Pangkor (IATA: PKG, ICAO: WMPA) este un aeroport din Pangkor Island⁠(d), Perak⁠(d), Malaysia ce deservește zona Pulau Pangkor⁠(d). Aeroportul a fost tranzitat în 2021 de 2 pasageri.
Situat la o altitudine de 6 m, aeroportul dispune de o singură pistă. Este operat de Malaysia Airports⁠(d).